# Dolichopsyllus stylosus
Dolichopsyllus stylosus är en loppart som först beskrevs av Baker 1904.  Dolichopsyllus stylosus ingår i släktet Dolichopsyllus och familjen smågnagarloppor. Inga underarter finns listade i Catalogue of Life.